# Tournoi des Six Nations féminin 2025
Cet article traite de l'épreuve féminine. Pour la compétition masculine, voir Tournoi des Six Nations masculin 2025.
Pour un article plus général, voir Tournoi des Six Nations féminin.
Navigation
Tournoi féminin 2024 Tournoi féminin 2026
Le Tournoi des Six Nations féminin 2025 est une compétition de rugby à XV qui a lieu du 22 mars au 26 avril 2025. C'est la trentième édition du Tournoi qui met en compétition six équipes féminines européennes : Angleterre, pays de Galles, Irlande, France, Écosse et Italie. Chacune de ces six nations affronte toutes les autres lors de cinq journées réparties sur cinq semaines, avec une pause avant la troisième journée.
Les trois équipes qui ont en 2025 l'avantage de jouer un match de plus à domicile que les autres sont l'Angleterre, l'Écosse  et l'Italie.

## Calendriers des matchs

Nations participantes au Tournoi.

Les heures sont données dans les fuseaux utilisés par le pays qui reçoit : WEST (UTC+1) dans les îles Britanniques et HAEC (UTC+2) en France et en Italie.
| Le 22 mars à 14 h    | Kingspan Stadium, Belfast    | Irlande    | 15 - 27 | France         |
| Le 22 mars à 16 h 45 | Hive Stadium, Édimbourg      | Écosse     | 24 - 21 | Pays de Galles |
| Le 23 mars à 16 h    | York Community Stadium, York | Angleterre | 38 - 5  | Italie         |

| Le 29 mars à 14 h    | Stade Marcel-Deflandre, La Rochelle | France         | 38 - 15 | Écosse     |
| Le 29 mars à 16 h 45 | Millennium Stadium, Cardiff         | Pays de Galles | 12 - 67 | Angleterre |
| Le 30 mars à 16 h    | Stade Sergio-Lanfranchi, Parme      | Italie         | 12 - 54 | Irlande    |

| Le 12 avril à 13 h 45 | Stade Amédée-Domenech, Brive-la-Gaillarde | France  | 42 - 12 | Pays de Galles |
| Le 12 avril à 16 h 45 | Musgrave Park, Cork                       | Irlande | 5 - 49  | Angleterre     |
| Le 13 avril à 15 h    | Hive Stadium, Édimbourg                   | Écosse  | 17 - 25 | Italie         |

| Le 19 avril à 14 h (Trophée Garibaldi) | Stade Sergio-Lanfranchi, Parme  | Italie         | 21 - 34 | France  |
| Le 19 avril à 16 h 45                  | Welford Road Stadium, Leicester | Angleterre     | 59 - 7  | Écosse  |
| Le 20 avril à 15 h                     | Rodney Parade, Newport          | Pays de Galles | 14 - 40 | Irlande |

| Le 26 avril à 15 h 30 | Hive Stadium, Édimbourg         | Écosse     | 26 - 19 | Irlande        |
| Le 26 avril à 17 h 45 | Stade de Twickenham, Twickenham | Angleterre | 43 - 42 | France         |
| Le 27 avril à 12 h 30 | Stade Sergio-Lanfranchi, Parme  | Italie     | 44 - 12 | Pays de Galles |

## Classement
| Rang | Équipe         | J | V | N | D | Em | Ee | Bo | Bd | Pm  | Pe  | Diff | Pts |
| ---- | -------------- | - | - | - | - | -- | -- | -- | -- | --- | --- | ---- | --- |
| 1    | Angleterre (T) | 5 | 5 | 0 | 0 | 40 | 11 | 5  | 0  | 256 | 71  | +185 | 28  |
| 2    | France         | 5 | 4 | 0 | 1 | 24 | 17 | 4  | 1  | 183 | 106 | +77  | 21  |
| 3    | Irlande        | 5 | 2 | 0 | 3 | 21 | 18 | 2  | 1  | 133 | 128 | +5   | 11  |
| 4    | Italie         | 5 | 2 | 0 | 3 | 17 | 24 | 2  | 0  | 107 | 155 | -48  | 10  |
| 5    | Écosse         | 5 | 2 | 0 | 3 | 13 | 24 | 1  | 0  | 89  | 162 | -73  | 9   |
| 6    | Pays de Galles | 5 | 0 | 0 | 5 | 11 | 32 | 0  | 1  | 71  | 217 | -146 | 1   |

|  | Vainqueur du tournoi       |
|  | T : Tenante du titre 2024. |

 Attribution des points de classement : quatre points pour une victoire, deux points pour un match nul, zéro en cas de défaite, un point si au moins 4 essais marqués, un point en cas de défaite avec moins de 8 points d'écart, trois points en cas de Grand Chelem.
Règles de classement : 1. points ; 2. différence de points de match ; 3. nombre d'essais marqués ; 4. titre partagé.

## Actrices du Tournoi des Six Nations

### Joueuses

#### Angleterre
John Mitchell sélectionne 37 joueuses, dont quatre non capées : Charlotte Fray, Flo Robinson, la septiste Jade Shekells et Mia Venner.
| Entraîneur | Entraîneur             | John Mitchell                                                                                   |
| Avants     | Pilier                 | Sarah Bern, Hannah Botterman, Mackenzie Carson, Kelsey Clifford, Maud Muir                      |
| Avants     | Talonneur              | May Campbell, Amy Cokayne, Lark Atkin-Davies                                                    |
| Avants     | Deuxième ligne         | Zoe Aldcroft , Charlotte Fray, Rosie Galligan, Lilli Ives Campion, Morwenna Talling, Abbie Ward |
| Avants     | Troisième ligne aile   | Georgia Brock, Sadia Kabeya, Alex Matthews, Marlie Packer, Maddie Feaunati                      |
| Avants     | Troisième ligne centre | Sarah Beckett, Abigail Burton                                                                   |
| Arrières   | Demi de mêlée          | Natasha Hunt, Lucy Packer, Flo Robinson                                                         |
| Arrières   | Demi d'ouverture       | Holly Aitchison, Zoe Harrison, Helena Rowland                                                   |
| Arrières   | Centre                 | Tatyana Heard, Megan Jones, Emily Scarratt, Jade Shekells                                       |
| Arrières   | Ailier                 | Jessica Breach, Abby Dow, Claudia MacDonald, Mia Venner                                         |
| Arrières   | Arrière                | Ellie Kildunne, Emma Sing                                                                       |

#### Écosse
Bryan Easson sélectionne 34 joueuses, dont neuf non-capées.
| Entraîneur | Entraîneur             | Bryan Easson                                                                                      |
| Avants     | Pilier                 | Leah Bartlett, Christine Belisle, Elliann Clarke, Molly Poolman, Anne Young                       |
| Avants     | Talonneur              | Elis Martin, Aila Ronald, Lana Skeldon, Molly Wright                                              |
| Avants     | Deuxième ligne         | Sarah Bonar, Becky Boyd, Hollie Cunningham, Adelle Ferrie                                         |
| Avants     | Troisième ligne aile   | Evie Gallagher, Rachel Malcolm , Rachel McLachlan, Alex Stewart                                   |
| Avants     | Troisième ligne centre | Jade Konkel                                                                                       |
| Arrières   | Demi de mêlée          | Leia Brebner-Holden, Rhea Clarke, Caity Mattinson                                                 |
| Arrières   | Demi d'ouverture       | Helen Nelson                                                                                      |
| Arrières   | Centre                 | Beth Blacklock, Emma Orr, Rachel Philipps, Hannah Ramsay, Lisa Thomson, Megan Varley , Evie Wills |
| Arrières   | Ailier                 | Rhona Lloyd, Francesca McGhie, Liz Musgrove, Hannah Walker                                        |
| Arrières   | Arrière                | Chloe Rollie, Lucia Scott                                                                         |

#### France
Le 7 mars, Gaëlle Mignot et David Ortiz convoquent 32 joueuses pour préparer le Tournoi.
En préparation de la deuxième journée, Mathilde Lazarko est convoquée après le forfait d'Agathe Sochat. Nassira Konde déclare également forfait pour ce match.
| Entraîneur | Entraîneur             | Gaëlle Mignot, David Ortiz                                                                  |
| Avants     | Pilier                 | Rose Bernadou, Yllana Brosseau, Célia Domain, Clara Joyeux, Ambre Mwayembe, Assia Khalfaoui |
| Avants     | Talonneur              | Manon Bigot, Mathilde Lazarko, Élisa Riffonneau, Agathe Sochat                              |
| Avants     | Deuxième ligne         | Madoussou Fall, Manae Feleu , Hina Ikahehegi, Kiara Zago                                    |
| Avants     | Troisième ligne aile   | Axelle Berthoumieu, Léa Champon, Charlotte Escudero, Séraphine Okemba, Romane Ménager       |
| Avants     | Troisième ligne centre | Teani Feleu, Taïna Maka                                                                     |
| Arrières   | Demi de mêlée          | Océane Bordes, Pauline Bourdon-Sansus, Alexandra Chambon                                    |
| Arrières   | Demi d'ouverture       | Carla Arbez, Lina Queyroi, Lina Tuy                                                         |
| Arrières   | Centre                 | Montserrat Amédée, Nassira Konde , Gabrielle Vernier                                        |
| Arrières   | Ailier                 | Kelly Arbey, Mélissande Llorens, Marine Ménager, Joanna Grisez                              |
| Arrières   | Arrière                | Émilie Boulard, Morgane Bourgeois                                                           |

#### Galles
Le nouveau sélectionneur Sean Lynn convoque un groupe de 37 joueuses pour préparer la compétition.
| Entraîneur | Entraîneur             | Sean Lynn                                                                           |
| Avants     | Pilier                 | Maisie Davies, Gwenllian Pyrs, Abbey Constable, Donna Rose, Jenni Scoble            |
| Avants     | Talonneur              | Molly Reardon, Rosie Carr, Kelsey Jones, Carys Phillips                             |
| Avants     | Deuxième ligne         | Abbie Fleming, Alaw Pyrs, Natalia John, Gwen Crabb                                  |
| Avants     | Troisième ligne aile   | Bryonie King, Kate Williams, Alex Callender, Gwennan Hopkins, Alisha Joyce-Butchers |
| Avants     | Troisième ligne centre | Georgia Evans, Bethan Lewis                                                         |
| Arrières   | Demi de mêlée          | Keira Bevan, Sian Jones, Megan Davies, Ffion Lewis                                  |
| Arrières   | Demi d'ouverture       | Lleucu George, Kayleigh Powell                                                      |
| Arrières   | Centre                 | Robyn Wilkins, Hannah Jones , Hannah Bluck, Kerin Lake                              |
| Arrières   | Ailier                 | Lisa Neumann, Carys Cox, Nel Metcalfe, Catherine Richards, Jasmine Joyce-Butchers   |
| Arrières   | Arrière                | Courtney Keight, Jenny Hesketh                                                      |

#### Irlande
Un groupe de 40 joueuses est désigné le 11 février,.
| Entraîneur | Entraîneur             | Scott Bemand                                                                                  |
| Avants     | Pilier                 | Sophie Barrett, Linda Djougang, Christy Haney, Siobhán McCarthy, Sadhbh McGrath, Niamh O'Dowd |
| Avants     | Talonneur              | Neve Jones, Cliodhna Moloney                                                                  |
| Avants     | Deuxième ligne         | Alma Atagamen, Ruth Campbell, Fiona Tuite, Dorothy Wall                                       |
| Avants     | Troisième ligne aile   | Beth Buttimer, Jane Clohessy, Erin King, Edel McMahon, Grace Moore, Aoife Wafer               |
| Avants     | Troisième ligne centre | Claire Boles, Brittany Hogan, Jane Neill, Deirbhile Nic a Bháird                              |
| Arrières   | Demi de mêlée          | Caitríona Finn (en), Emily Lane, Amy Larn (en), Aoibheann Reilly, Molly Scuffil-McCabe        |
| Arrières   | Demi d'ouverture       | Stacey Flood, Enya Breen, Nicole Fowley, Dannah O'Brien                                       |
| Arrières   | Centre                 | Aoife Dalton, Katie Heffernan (en), Eve Higgins                                               |
| Arrières   | Ailier                 | Katie Corrigan, Amee-Leigh Costigan, Vicky Elmes Kinlan, Anna McGann, Béibhinn Parsons        |
| Arrières   | Arrière                | Méabh Deely                                                                                   |

#### Italie
Le 19 mars, le sélectionneur italien convoque un groupe de 34 joueuses pour la compétition. Parmi elles, plusieurs non-capées : Natascia Aggio (Valsugana), Alia Bitonci (Valsugana), Giada Corradini (Colorno) et Desiree Spinelli (Benetton).
| Entraîneur | Entraîneur             | Fabio Roselli                                                                            |
| Avants     | Pilier                 | Gaia Maris, Alessia Pilani, Sara Seye, Emanuela Stecca, Silvia Turani, Vittoria Zanette  |
| Avants     | Talonneur              | Laura Gurioli, Desiree Spinelli, Vittoria Vecchini                                       |
| Avants     | Deuxième ligne         | Giordana Duca, Valeria Fedrighi, Alessandra Frangipani, Isabella Locatelli, Sara Tounesi |
| Avants     | Troisième ligne aile   | Giada Franco, Alissa Ranuccini, Francesca Sgorbini, Beatrice Veronese                    |
| Avants     | Troisième ligne centre | Ilaria Arrighetti, Elisa Giordano                                                        |
| Arrières   | Demi de mêlée          | Sofia Stefan, Alia Bitonci                                                               |
| Arrières   | Demi d'ouverture       | Veronica Madia, Emma Stevanin                                                            |
| Arrières   | Centre                 | Natascia Aggio, Giada Corradini, Sara Mannini, Beatrice Rigoni, Michela Sillari          |
| Arrières   | Ailier                 | Alyssa D'Incà, Francesca Granzotto, Aura Muzzo                                           |
| Arrières   | Arrière                | Beatrice Capomaggi, Vittoria Ostuni Minuzzi                                              |

### Arbitres
Les arbitres de champ du Tournoi 2025 sont les suivants:
| Rugby Europe                                                                                    | Rugby Afrique                            | Oceania Rugby                                          | Rugby Americas North |
| ----------------------------------------------------------------------------------------------- | ---------------------------------------- | ------------------------------------------------------ | -------------------- |
| - Sara Cox - Holly Wood - Aurélie Groizeleau - Lauren Jenner - Clara Munarini - Hollie Davidson | - Aimee Barrett-Theron - Precious Pazani | - Ella Goldsmith - Maggie Cogger-Orr - Natarsha Ganley | - Kat Roche          |

## Récompenses et statistiques individuelles

### Meilleure joueuse du Tournoi
Quatre joueuses sont nommées pour le titre de meilleur joueur du Tournoi. L'irlandaise Aoife Wafer remporte cette récompense après avoir été élue joueuse des première et quatrième journées.
| Équipe     | Joueuse nommée | Poste                  | Vainqueur   |
| ---------- | -------------- | ---------------------- | ----------- |
| Angleterre | Abby Dow       | Ailière                | Aoife Wafer |
| France     | Manae Feleu    | Deuxième ligne         | Aoife Wafer |
| Écosse     | Evie Gallagher | Troisième ligne centre | Aoife Wafer |
| Irlande    | Aoife Wafer    | Troisième ligne centre | Aoife Wafer |

### Meilleure joueuse par journée
Les joueuses sont désignées par vote en ligne des supporters.
| Journée           | Joueuse                | Nation      | Poste                  | Actions individuelles |
| ----------------- | ---------------------- | ----------- | ---------------------- | --- |
| Première journée  | Aoife Wafer            | Irlande     | Troisième ligne centre | Auteure de deux essais, dix-sept courses et quatre-vingt-six mètres ballon en main ainsi que douze plaquages contre la France.                                                          |
| Deuxième journée  | Pauline Bourdon-Sansus | France      | Demi de mêlée          | Auteure de sept courses et cinquante cinq mètres ballon en main, plusieurs passes décisives ainsi qu'un drop de trente cinq mètres, le premier inscrit depuis onze ans dans le tournoi. |
| Troisième journée | Aura Muzzo             | Italie      | Ailière                | Auteure d'un doublé, d'une passe décisive et de cent trente-trois mètres parcourus ballon en main contre l'Écosse.                                                                      |
| Quatrième journée | Aoife Wafer            | Irlande     | Troisième ligne centre | Auteure de vingt quatre courses ballons en main pour cent soixante-quinze mètres parcourus ainsi que deux essais contre le Pays de Galles.                                              |
| Cinquième journée | Non décerné            | Non décerné | Non décerné            | Non décerné |

### Meilleures réalisatrices
| Rang | Joueuse           | Équipe     | Points | Essais | Transf. | Pén. | Drops |
| ---- | ----------------- | ---------- | ------ | ------ | ------- | ---- | ----- |
| 1    | Morgane Bourgeois | France     | 73     | 3      | 20      | 6    | 0     |
| 2    | Zoe Harrison      | Angleterre | 37     | 1      | 16      | 0    | 0     |
| 3    | Abby Dow          | Angleterre | 30     | 6      | 0       | 0    | 0     |
| 4    | Helen Nelson      | Écosse     | 24     | 0      | 9       | 2    | 0     |
| 4    | Dannah O'Brien    | Irlande    | 24     | 0      | 12      | 0    | 0     |
| 6    | Emma Sing         | Angleterre | 21     | 3      | 3       | 0    | 0     |
| 7    | Linda Djougang    | Irlande    | 20     | 4      | 0       | 0    | 0     |
| 7    | Ellie Kildunne    | Angleterre | 20     | 4      | 0       | 0    | 0     |
| 7    | Claudia MacDonald | Angleterre | 20     | 4      | 0       | 0    | 0     |
| 7    | Aura Muzzo        | Italie     | 20     | 4      | 0       | 0    | 0     |
| 7    | Michela Sillari   | Italie     | 20     | 0      | 7       | 2    | 0     |
| 7    | Aoife Wafer       | Irlande    | 20     | 4      | 0       | 0    | 0     |

### Meilleures marqueuses
| Rang | Joueur              | Équipe         | Essais |
| ---- | ------------------- | -------------- | ------ |
| 1    | Abby Dow            | Angleterre     | 6      |
| 2    | Linda Djougang      | Irlande        | 4      |
| 2    | Ellie Kildunne      | Angleterre     | 4      |
| 2    | Claudia MacDonald   | Angleterre     | 4      |
| 2    | Aura Muzzo          | Italie         | 4      |
| 2    | Aoife Wafer         | Irlande        | 4      |
| 7    | Sarah Bern          | Angleterre     | 3      |
| 7    | Émilie Boulard      | France         | 3      |
| 7    | Morgane Bourgeois   | France         | 3      |
| 7    | Amee-Leigh Costigan | Irlande        | 3      |
| 7    | Anna McGann         | Irlande        | 3      |
| 7    | Marine Ménager      | France         | 3      |
| 7    | Emma Orr            | Écosse         | 3      |
| 7    | Emma Sing           | Angleterre     | 3      |
| 7    | Dorothy Wall        | Irlande        | 3      |
| 7    | Kate Williams       | Pays de Galles | 3      |

## Feuilles de matchs

### Première journée

#### Irlande - France
(mt 5 - 17)
Joueuse du match :  Teani Feleu
Points marqués :
Irlande :
- 3 essais de Wafer (22e, 67e) et de Jones (46e)

France :
- 3 essais de Vernier (7e), M Ménager (18e) et de Boulard (74e)
- 3 transformations de Bourgeois (8e, 19e, 75e)
- 2 pénalités de Bourgeois (33e, 72e)

Évolution du score : 0-7, 0-14, 5-14, 5-17, mt, 10-17, 15-17, 15-20, 15-27
Arbitre :  Hollie Davidson
| Irlande · Titulaires · Stacey Flood 15 · Anna McGann 14 · Aoife Dalton 13 · 45e 52e 68e Eve Higgins 12 · Amee-Leigh Costigan 11 · Dannah O'Brien 10 · 56e Emily Lane 9 · 22e 67eAoife Wafer 8 · Erin King 7 · 56e Brittany Hogan 6 · 56e Dorothy Wall 5 · 68e Ruth Campbell 4 · 78e Linda Djougang 3 · 46e 56e Neve Jones 2 · 78e Niamh O'Dowd 1 · Remplaçants · 56e Cliodhna Moloney 16 · 78e Siobhán McCarthy 17 · 78e Christy Haney 18 · 68e Grace Moore 19 · 56e Fiona Tuite 20 · 56e Edel McMahon 21 · 56e Aoibheann Reilly 22 · 45e 52e 68e Enya Breen 23 · Entraîneur · Scott Bemand |  |  |  | France · Titulaires · 15 Morgane Bourgeois · 14 Mélissande Llorens · 13 Nassira Konde 34e · 12 Gabrielle Vernier 7e 45e 66e · 11 Marine Ménager 18e · 10 Carla Arbez 70e · 9 Pauline Bourdon-Sansus 52e 62e 70e 81e · 8 Teani Feleu · 7 Séraphine Okemba 66e · 6 Charlotte Escudero · 5 Madoussou Fall · 4 Manae Feleu · 3 Rose Bernadou 56e · 2 Agathe Sochat 56e · 1 Yllana Brosseau 56e · Remplaçants · 16 Manon Bigot 56e · 17 Ambre Mwayembe 56e · 18 Clara Joyeux 56e · 19 Axelle Berthoumieu 66e · 20 Léa Champon 66e · 21 Alexandra Chambon 52e 62e 70e 81e · 22 Lina Queyroi 70e · 23 Émilie Boulard 34e 74e · Entraîneur · Gaëlle Mignot, David Ortiz |

#### Écosse - Pays de Galles
(mt 10 - 7)
Joueuse du match :  Helen Nelson
Points marqués :
Écosse :
- 3 essais de Bonar (36e), Orr (44e) et de Bartlett (65e)
- 3 transformations de Nelson (37e, 45e, 65e)
- 1 pénalité de Nelson (17e)

Pays de Galles :
- 3 essais de Lewis (5e), Fleming (53e) et de G. Pyrs (74e)
- 3 transformations de Bevan (6e, 54e, 75e)

Évolution du score : 0-7, 3-7, 10-7, mt, 17-7, 17-14, 24-14, 24-21
Arbitre :  Kat Roche
| Écosse · Titulaires · Chloe Rollie 15 · Rhona Lloyd 14 · 44e Emma Orr 13 · Lisa Thomson 12 · Francesca McGhie 11 · Helen Nelson 10 · 48ee Leia Brebner-Holden 9 · 53e Evie Gallagher 8 · 53e Rachel McLachlan 7 · Rachel Malcolm 6 · 36e Sarah Bonar 5 · 76e Hollie Cunningham 4 · 53e Elliann Clarke 3 · 53e Lana Skeldon 2 · 53e Anne Young 1 · Remplaçants · 53e Elis Martin 16 · 53e 65e Leah Bartlett 17 · 53e Christine Belisle 18 · 76e Adelle Ferrie 19 · Alex Stewart 20 · 53e Jade Konkel 21 · 48ee Caity Mattinson 22 · Evie Wills 23 · Entraîneur · Bryan Easson |  |  |  | Pays de Galles · Titulaires · 15 Jasmine Joyce-Butchers · 14 Lisa Neumann · 13 Hannah Jones 70e · 12 Kayleigh Powell · 11 Carys Cox 74e · 10 Lleucu George · 9 Keira Bevan · 8 Georgia Evans 35e, 49e 70e · 7 Bethan Lewis 5e · 6 Kate Williams · 5 Alaw Pyrs 62e · 4 Abbie Fleming 53e · 3 Jenni Scoble 40e · 2 Carys Phillips 51e · 1 Maisie Davies 51e · Remplaçants · 16 Kelsey Jones 51e · 17 Gwenllian Pyrs 51e 74e · 18 Donna Rose 40e · 19 Gwen Crabb 70e · 20 Bryonie King 62e · 21 Megan Davies · 22 Courtney Keight 70e · 23 Nel Metcalfe 74e · Entraîneur · Sean Lynn |

#### Angleterre - Italie
(mt 33 - 5)
Joueuse du match :  Maddie Feaunati
Points marqués :
Angleterre :
- 6 essais de Venner (4e), Scarratt (7e), de pénalité (22e), MacDonald (29e), Cokayne (38e), Sing (79e)
- 3 transformations de Sing (5e, 8e, 39e)

Italie :
- 1 essai de Sgorbini (34e)

Évolution du score : 7-0, 14-0, 21-0, 26-0, 26-5, 33-5, mt, 38-5
Arbitre :  Precious Pazani
| Angleterre · Titulaires · 79e Emma Sing 15 · 4e 67e Mia Venner 14 · 7e Emily Scarratt 13 · Holly Aitchison 12 · 29e Claudia MacDonald 11 · 61e Helena Rowland 10 · 67e Lucy Packer 9 · Maddie Feaunati 8 · 56e Marlie Packer 7 · Zoe Aldcroft 6 · Lilli Ives Campion 5 · 61e Rosie Galligan 4 · 52e Maud Muir 3 · 38e 61e Amy Cokayne 2 · 52e Kelsey Clifford 1 · Remplaçants · 61e May Campbell 16 · 52e Hannah Botterman 17 · 52e Sarah Bern 18 · 61e Abbie Ward 19 · 56e Sadia Kabeya 20 · 67e Flo Robinson 21 · 61e Jade Shekells 22 · 67e Ellie Kildunne 23 · Entraîneur · John Mitchell |  |  |  | Italie · Titulaires · 15 Vittoria Ostuni Minuzzi · 14 Aura Muzzo · 13 Alyssa D'Incà · 12 Beatrice Rigoni 72e · 11 Francesca Granzotto 24e 34e · 10 Veronica Madia 23e · 9 Sofia Stefan 65e · 8 Francesca Sgorbini 34e · 7 Isabella Locatelli 41e · 6 Beatrice Veronese 56e · 5 Giordana Duca · 4 Valeria Fedrighi · 3 Sara Seye 50e · 2 Laura Gurioli 22e à 33e 48e · 1 Silvia Turani 65e · Remplaçants · 16 Vittoria Vecchini 24e 34e 48e · 17 Emanuela Stecca 65e · 18 Gaia Maris 49e · 19 Sara Tounesi 41e · 20 Giada Franco 56e · 21 Alia Bitonci 65e · 22 Emma Stevanin 23e · 23 Beatrice Capomaggi 72e · Entraîneur · Fabio Roselli |

### Deuxième journée

#### France - Écosse
(mt 13 - 7)
Joueuse du match :  Manae Feleu
Points marqués :
France :
- 4 essais d'Arbez (12e), T. Feleu (61e), Okemba (64e) et Bourgeois (68e)
- 3 transformations de Bourgeois (13e, 62e, 69e)
- 3 pénalités de Bourgeois (9e, 25e, 45e)
- 1 drop de Bourdon-Sansus (51e)

Écosse :
- 2 essais d'Orr (38e) et Martin (80e+2)
- 1 transformation de Nelson (38e)
- 1 pénalité de Nelson (55e)

Évolution du score : 3-0, 10-0, 13-0, 13-7, mt, 16-7, 19-7, 19-10, 26-10, 31-10, 38-10, 38-15
Arbitre :  Lauren Jenner
| France · Titulaires · 68e Morgane Bourgeois 15 · Kelly Arbey 14 · Marine Ménager 13 · Montserrat Amédée 12 · Mélissande Llorens 11 · 12e 60e Carla Arbez 10 · 65e Pauline Bourdon-Sansus 9 · 61e Teani Feleu 8 · 64e 73e Séraphine Okemba 7 · 59e Charlotte Escudero 6 · Madoussou Fall 5 · 67e Manae Feleu 4 · 52e Rose Bernadou 3 · 67e Manon Bigot 2 · 52e Yllana Brosseau 1 · Remplaçants · 67e Élisa Riffonneau 16 · 52e Ambre Mwayembe 17 · 52e Clara Joyeux 18 · 67e Kiara Zago 19 · 59e Axelle Berthoumieu 20 · 52e Léa Champon 21 · 65e Alexandra Chambon 22 · 60e Lina Queyroi 23 · Entraîneur · Gaëlle Mignot, David Ortiz |  |  |  | Écosse · Titulaires · 15 Chloe Rollie · 14 Rhona Lloyd · 13 Emma Orr 38e 69e · 12 Lisa Thomson · 11 Francesca McGhie · 10 Helen Nelson · 9 Leia Brebner-Holden 65e · 8 Jade Konkel 61e · 7 Rachel McLachlan · 6 Rachel Malcolm · 5 Sarah Bonar · 4 Hollie Cunningham 2e · 3 Elliann Clarke 17e 29e 78e · 2 Lana Skeldon 69e · 1 Anne Young 61e · Remplaçants · 16 Elis Martin 69e 80+2e · 17 Leah Bartlett 61e · 18 Molly Poolman 17e 29e 78e · 19 Adelle Ferrie 2e 69e · 20 Becky Boyd 69e · 21 Alex Stewart 61e · 22 Caity Mattinson 65e · 23 Evie Wills 69e · Entraîneur · Bryan Easson |

#### Pays de Galles - Angleterre
(mt 7 - 26)
Joueuse du match :  Ellie Kildunne
Points marqués :
Pays de Galles :
- 2 essais de Scoble (6e) et Williams (59e)
- 1 transformation de Bevan (7e)

Angleterre :
- 11 essais de Feaunati (11e, 27e), M.Jones (13e), Bern (19e), Kildunne (48e, 54e, 56e), Dow (68e, 77e) et Burton (73e, 80e+1)
- 6 transformations de Harrison (12e, 14e, 20e, 49e, 74e, 80e+2)

Évolution du score: 7-0, 7-7, 7-14, 7-21, 7-26, mt, 7-33, 7-38, 7-43, 12-43, 12-48, 12-55, 12-60, 12-67
Arbitre :  Clara Munarini
| Pays de Galles · Titulaires · 49e Jasmine Joyce 15 · Lisa Neumann 14 · Hannah Jones 13 · Kayleigh Powell 12 · Carys Cox 11 · 57e Lleucu George 10 · 69e Keira Bevan 9 · Georgia Evans 8 · Bethan Lewis 7 · 59e Kate Williams 6 · 58e Gwen Crabb 5 · 53e Abbie Fleming 4 · 6e 40e Jenni Scoble 3 · 40e Carys Phillips 2 · 53e Gwenllian Pyrs 1 · Remplaçants · 40e Kelsey Jones 16 · 53e Maisie Davies 17 · 40e Donna Rose 18 · 53e Alaw Pyrs 19 · 58e Bryonie King 20 · 69e Meg Davies 21 · 57e Courtney Keight 22 · 49e Nel Metcalfe 23 · Entraîneur · Sean Lynn |  |  |  | Angleterre · Titulaires · 15 Ellie Kildunne 48e 54e 56e 71e · 14 Abby Dow 68e 77e · 13 Megan Jones 13e · 12 Tatyana Heard 67e · 11 Jess Breach · 10 Zoe Harrison · 9 Natasha Hunt 60e · 8 Maddie Feaunati 11e 27e 67e · 7 Sadia Kabeya · 6 Zoe Aldcroft · 5 Abbie Ward · 4 Morwenna Talling 67e · 3 Sarah Bern 19e 53e · 2 Lark Atkin-Davies 53e · 1 Mackenzie Carson 26e · Remplaçants · 16 Amy Cokayne 53e · 17 Hannah Botterman 26e · 18 Maud Muir 53e · 19 Rosie Galligan 67e · 20 Abigail Burton 67e 73e 80+1e · 21 Lucy Packer 60e · 22 Holly Aitchison 67e · 23 Helena Rowland 71e · Entraîneur · John Mitchell |

#### Italie - Irlande
(mt 5 - 28)
Joueuse du match :  Aoife Dalton
Points marqués :
Italie :
- 2 essais de Stefan (14e) et Rigoni (67e)
- 1 transformation de Rigoni (68e)

Irlande :
- 8 essais de Dalton (2e), McGann (8e, 25e, 80e+2), Costigan (20e), Djougang (54e), Wall (65e) et Hogan (79e)
- 7 transformations d'O'Brien (3e, 9e, 21e, 26e, 55e, 80e, 80e+2)

Évolution du score: 0-7, 0-14, 5-14, 5-21, 5-28, mt, 5-35, 5-40, 12-40, 12-47, 12-54
Arbitre :  Ella Goldsmith
| Italie · Titulaires · Francesca Granzotto 15 · 21e 30e Aura Muzzo 14 · 60e Michela Sillari 13 · 67e Beatrice Rigoni 12 · 64e Alyssa D'Incà 11 · Emma Stevanin 10 · 14e 60e Sofia Stefan 9 · Elisa Giordano 8 · 56e Francesca Sgorbini 7 · Sara Tounesi 6 · Giordana Duca 5 · 1e à 11e 63e Valeria Fedrighi 4 · 43e Gaia Maris 3 · 59e Vittoria Vecchini 2 · 59e Silvia Turani 1 · Remplaçants · 59e Laura Gurioli 16 · 59e Vittoria Zanette 17 · 43e Sara Seye 18 · 56e Beatrice Veronese 19 · 63e Alissa Ranuccini 20 · 60e Alia Bitonci 21 · 60e Sara Mannini 22 · 21e 30e 64e Beatrice Capomaggi 23 · Entraîneur · Fabio Roselli |  |  |  | Irlande · Titulaires · 15 Stacey Flood · 14 Anna McGann 8e 25e 80+2e · 13 Aoife Dalton 2e · 12 Eve Higgins 59e · 11 Amee-Leigh Costigan 20e · 10 Dannah O'Brien · 9 Aoibheann Reilly 58e · 8 Aoife Wafer 51e · 7 Erin King · 6 Edel McMahon 59e 67e · 5 Fiona Tuite 51e · 4 Ruth Campbell 59e · 3 Linda Djougang 54e 59e à 67e 67e · 2 Neve Jones 62e · 1 Niamh O'Dowd 58e · Remplaçants · 16 Cliodhna Moloney 62e · 17 Siobhán McCarthy 58e · 18 Christy Haney 59e · 19 Grace Moore 59e · 20 Dorothy Wall 51e 65e · 21 Brittany Hogan 51e 79e · 22 Emily Lane 58e · 23 Enya Breen 59e · Entraîneur · Scott Bemand |

### Troisième journée

#### France - Pays de Galles
(mt 21 - 12)
Joueuse du match :  Manon Bigot
Points marqués :
France :
- 6 essais de Boulard (5e, 16e), Bigot (40e+1), M.Feleu (44e), de pénalité (67e), et de Champon (79e)
- 6 transformations de Bourgeois (6e, 17e, 40e+1, 45e, 80e) et de pénalité (67e)

Pays de Galles :
- 2 essais de Williams (10e) et Crabb (22e)
- 1 transformation de Bevan (23e)

Évolution du score : 7-0, 7-5, 14-5, 14-12, 21-12, mt, 28-12, 35-12, 42-12
Arbitre :  Holly Wood
| France · Titulaires · Morgane Bourgeois 15 · Kelly Arbey 14 · Marine Ménager 13 · 61e Montserrat Amédée 12 · 5e 16e Émilie Boulard 11 · 63e Carla Arbez 10 · 67e Pauline Bourdon-Sansus 9 · Teani Feleu 8 · 67e Séraphine Okemba 7 · Charlotte Escudero 6 · Madoussou Fall-Raclot 5 · 44e 71e Manae Feleu 4 · 40+1e Rose Bernadou 3 · 40+1e 58e Manon Bigot 2 · 52e Yllana Brosseau 1 · Remplaçants · 58e Élisa Riffonneau 16 · 52e Ambre Mwayembe 17 · 40+1e Assia Khalfaoui 18 · 71e Kiara Zago 19 · 67e Axelle Berthoumieu 20 · 61e 79e Léa Champon 21 · 67e Océane Bordes 22 · 63e Lina Queyroi 23 · Entraîneur · Gaëlle Mignot, David Ortiz |  |  |  | Pays de Galles · Titulaires · 15 Jasmine Joyce-Butchers 67e · 14 Lisa Neumann 68e 80e · 13 Hannah Jones · 12 Courtney Keight · 11 Carys Cox · 10 Kayleigh Powell 52e 63e · 9 Keira Bevan 68e · 8 Georgia Evans · 7 Bethan Lewis 64e · 6 Kate Williams 10e · 5 Gwen Crabb 22e 45e · 4 Abbie Fleming · 3 Jenni Scoble 45e · 2 Carys Phillips 45e · 1 Gwenllian Pyrs 61e 68e 80e · Remplaçants · 16 Kelsey Jones 45e · 17 Maisie Davies 61e 67e à 77e · 18 Donna Rose 45e · 19 Natalia John 45e 61e · 20 Alaw Pyrs 61e · 21 Bryonie King 64e · 22 Sian Jones 52e 63e 68e · 23 Nel Metcalfe 67e · Entraîneur · Sean Lynn |

#### Irlande - Angleterre
(mt 5 - 7)
Joueuse du match :  Maud Muir
Points marqués :
Irlande :
- 1 essai de Costigan (25e)

Angleterre :
- 7 essais de Talling (35e), Harrison (49e), Jones (53e), Bern (58e, 67e), Kildunne (71e), et de Clifford (75e)
- 7 transformations de Harrison (35e, 50e, 54e, 59e, 68e, 71e) et d'Aitchison (76e)

Évolution du score: 5-0, 5-7, mt, 5-14, 5-21, 5-28, 5-35, 5-42, 5-49
Arbitre :  Aurélie Groizeleau
| Irlande · Titulaires · Stacey Flood 15 · 59e Anna McGann 14 · Aoife Dalton 13 · Eve Higgins 12 · 25e Amee-Leigh Costigan 11 · 59e Dannah O'Brien 10 · 56e Emily Lane 9 · Aoife Wafer 8 · Erin King 7 · Brittany Hogan 6 · 71e Dorothy Wall 5 · 48e Fiona Tuite 4 · 71e Linda Djougang 3 · 59e Neve Jones 2 · 45e à 56e 57e 67e Niamh O'Dowd 1 · Remplaçants · 59e Cliodhna Moloney 16 · 48e 56e 57e 67e Siobhán McCarthy 17 · 71e Christy Haney 18 · 71e Ruth Campbell 19 · 56e Grace Moore 20 · 56e Aoibheann Reilly 21 · 59e Nicole Fowley 22 · 59e Vicky Elmes Kinlan 23 · Entraîneur · Scott Bemand |  |  |  | Angleterre · Titulaires · 15 Ellie Kildunne 71e · 14 Abby Dow · 13 Megan Jones 53e · 12 Tatyana Heard 61e · 11 Jessica Breach 67e · 10 Zoe Harrison 49e · 9 Natasha Hunt 53e · 8 Alex Matthews · 7 Sadia Kabeya 61e · 6 Zoe Aldcroft · 5 Abbie Ward · 4 Morwenna Talling 35e 61e · 3 Maud Muir 53e · 2 Lark Atkin-Davies 53e · 1 Hannah Botterman 53e · Remplaçants · 16 Amy Cokayne 53e · 17 Kelsey Clifford 53e 75e · 18 Sarah Bern 53e 58e 67e · 19 Rosie Galligan 61e · 20 Maddie Feaunati 61e · 21 Lucy Packer 53e · 22 Holly Aitchison 61e · 23 Helena Rowland 67e · Entraîneur · John Mitchell |

#### Écosse - Italie
(mt 7 - 10)
Joueuse du match :  Aura Muzzo
Points marqués :
Écosse :
- 3 essais de Rollie (14e), Gallagher (45e), et de McGhie (74e)
- 1 transformation de Nelson (15e)

Italie :
- 5 essais de Sgorbini (24e), Muzzo (30e, 78e), Ostuni Minuzzi (56e), et de D'Inca (66e)

Évolution du score: 7-0, 7-5, 7-10, mt, 12-10, 12-15, 12-20, 17-20, 17-25
Arbitre :  Aimee Barrett-Theron
| Écosse · Titulaires · 14e Chloe Rollie 15 · Rhona Lloyd 14 · Emma Orr 13 · 56e à 66e Lisa Thomson 12 · 74e Francesca McGhie 11 · Helen Nelson 10 · 17e Leia Brebner-Holden 9 · 45e 64e Evie Gallagher 8 · 70e Rachel McLachlan 7 · 75e Rachel Malcolm 6 · Sarah Bonar 5 · Becky Boyd 4 · 64e Elliann Clarke 3 · 50e Lana Skeldon 2 · 50e Anne Young 1 · Remplaçants · 50e Elis Martin 16 · 50e Leah Bartlett 17 · 64e Molly Poolman 18 · 75e Adelle Ferrie 19 · 70e Alex Stewart 20 · 64e Jade Konkel 21 · 17e Caity Mattinson 22 · Lucia Scott 23 · Entraîneur · Bryan Easson |  |  |  | Italie · Titulaires · 15 Vittoria Ostuni Minuzzi 56e · 14 Aura Muzzo 30e 78e · 13 Michela Sillari 57e · 12 Beatrice Rigoni · 11 Alyssa D'Incà 66e · 10 Emma Stevanin 70e · 9 Sofia Stefan 79e · 8 Elisa Giordano · 7 Beatrice Veronese 67e · 6 Francesca Sgorbini 24e · 5 Giordana Duca · 4 Sara Tounesi 79e · 3 Sara Seye 53e · 2 Vittoria Vecchini 79e · 1 Silvia Turani 79e · Remplaçants · 16 Desiree Spinelli 79e · 17 Emanuela Stecca 79e · 18 Gaia Maris 53e · 19 Valeria Fedrighi 79e · 20 Alissa Ranuccini 67e · 21 Alia Bitonci 79e · 22 Veronica Madia 70e · 23 Sara Mannini 57e · Entraîneur · Fabio Roselli |

### Quatrième journée

#### Italie - France
(mt 21 - 12)
Joueuse du match :  Madoussou Fall-Raclot
Points marqués :
Italie :
- 3 essais de Vecchini (18e), Muzzo (26e), Turani (39e)
- 3 transformations de Sillari (19e, 26e, 40e+1)

France :
- 5 essais de Grisez (2e), Bourgeois (29e), R. Ménager (54e), M. Ménager (78e), Chambon (80e)
- 3 transformations de Bourgeois (3e, 55e, 79e)
- 1 pénalité de Bourgeois (43e)

Évolution du score : 0-7, 7-7, 14-7, 14-12, 21-12, mt, 21-15, 21-22, 21-29, 21-34
Arbitre :  Sara Cox
| Italie · Titulaires · Vittoria Ostuni Minuzzi 15 · 26e Aura Muzzo 14 · 79e Michela Sillari 13 · 58e Sara Mannini 12 · Alyssa D'Incà 11 · Veronica Madia 10 · 58e Alia Bitonci 9 · Elisa Giordano 8 · 47e Alissa Ranuccini 7 · Beatrice Veronese 6 · 47e Giordana Duca 5 · Valeria Fedrighi 4 · 58e Sara Seye 3 · 18e 63e Vittoria Vecchini 2 · 39e 75e Silvia Turani 1 · Remplaçants · 63e Desiree Spinelli 16 · 75e Emanuela Stecca 17 · 58e Gaia Maris 18 · 47e Sara Tounesi 19 · 47e Francesca Sgorbini 20 · 58e Sofia Stefan 21 · 79e Beatrice Capomaggi 22 · 58e Beatrice Rigoni 23 · Entraîneur · Fabio Roselli |  |  |  | France · Titulaires · 15 Morgane Bourgeois 29e · 14 Joanna Grisez 2e · 13 Marine Ménager 78e · 12 Gabrielle Vernier · 11 Émilie Boulard · 10 Carla Arbez 66e · 9 Pauline Bourdon-Sansus 60e · 8 Teani Feleu · 7 Séraphine Okemba 63e · 6 Romane Ménager 54e 73e · 5 Madoussou Fall-Raclot 8e à 18e · 4 Manae Feleu 52e · 3 Assia Khalfaoui 52e · 2 Manon Bigot 52e · 1 Yllana Brosseau 52e · Remplaçants · 16 Élisa Riffonneau 52e · 17 Ambre Mwayembe 52e · 18 Clara Joyeux 52e · 19 Charlotte Escudero 52e · 20 Axelle Berthoumieu 73e · 21 Léa Champon 63e · 22 Alexandra Chambon 60e 80e · 23 Lina Queyroi 66e · Entraîneur · Gaëlle Mignot, David Ortiz |

#### Angleterre - Écosse
(mt 42 - 0)
Joueuse du match :  Claudia MacDonald
Points marqués :
Angleterre :
- 9 essais de Clifford (6e), Packer (17e), Aldcroft (21e), MacDonald (27e, 50e), Ward (34e), Atkin-Davies (40e+1) et de Dow (74e, 79e)
- 7 transformations d'Aitchison (7e, 18e, 22e, 28e, 35e, 40e+2, 51e)

Écosse :
- 1 essai de Thomson (58e)
- 1 transformation de Nelson

Évolution du score : 7-0, 14-0, 21-0, 28-0, 35-0, 42-0, mt, 49-0, 49-7, 54-7, 59-7
Arbitre :  Clara Munarini
| Angleterre · Titulaires · Ellie Kildunne 15 · 74e 79e Abby Dow 14 · 63e Megan Jones 13 · 59e Jade Shekells 12 · 27e 50e Claudia MacDonald 11 · Holly Aitchison 10 · 17e 59e Lucy Packer 9 · 59e Maddie Feaunati 8 · Marlie Packer 7 · 21e 56e Zoe Aldcroft 6 · 34e Abbie Ward 5 · Rosie Galligan 4 · 52e Sarah Bern 3 · 40+1e 52e Lark Atkin-Davies 2 · 6e 52e Kelsey Clifford 1 · Remplaçants · 52e May Campbell 16 · 52e Hannah Botterman 17 · 52e Maud Muir 18 · 56e Morwenna Talling 19 · 59e Alex Matthews 20 · 59e Natasha Hunt 21 · 59e Helena Rowland 22 · 63e Emily Scarratt 23 · Entraîneur · John Mitchell |  |  |  | Écosse · Titulaires · 15 Chloe Rollie 78e · 14 Rhona Lloyd · 13 Emma Orr · 12 Lisa Thomson 58e · 11 Francesca McGhie 54e · 10 Helen Nelson 73e · 9 Caity Mattinson 61e · 8 Jade Konkel · 7 Rachel McLachlan · 6 Evie Gallagher · 5 Sarah Bonar 73e · 4 Becky Boyd 67e · 3 Elliann Clarke 67e · 2 Lana Skeldon 54e · 1 Anne Young 54e · Remplaçants · 16 Elis Martin 54e · 17 Leah Bartlett 54e · 18 Molly Poolman 67e · 19 Adelle Ferrie 67e · 20 Gemma Bell 73e · 21 Rhea Clarke 61e · 22 Rachel Philipps 73e · 23 Lucia Scott 54e · Entraîneur · Bryan Easson |

#### Pays de Galles - Irlande
(mt 7 - 21)
Joueuse du match :  Aoife Wafer
Points marqués :
Pays de Galles :
- 2 essais de Cox (7e) et Bluck (59e)
- 2 transformations de Bevan (7e, 60e)

Irlande :
- 6 essais de Djougang (20e, 54e), Wafer (30e, 63e) et Wall (40e+2, 44e)
- 5 transformations d'O'Brien (21e, 31e, 55e) et de Breen (40e+3, 64e)

Évolution du score: 7-0, 7-7, 7-14, 7-21, mt, 7-26, 7-33, 14-33, 14-40
Arbitre :  Lauren Jenner
| Pays de Galles · Titulaires · 66e Jasmine Joyce-Butchers 15 · Lisa Neumann 14 · Hannah Jones 13 · 59e Courtney Keight 12 · 7e Carys Cox 11 · Kayleigh Powell 10 · 69e Keira Bevan 9 · 58e Alex Callender 8 · Bethan Lewis 7 · 71e Kate Williams 6 · Georgia Evans 5 · Abbie Fleming 4 · 49e Jenni Scoble 3 · 58e Kelsey Jones 2 · 68e Gwenllian Pyrs 1 · Remplaçants · 58e Carys Phillips 16 · 68e Maisie Davies 17 · 49e Donna Rose 18 · 58e Natalia John 19 · 71e Alaw Pyrs 20 · 69e Sian Jones 21 · 59e 59e Hannah Bluck 22 · 66e Catherine Richards 23 · Entraîneur · Sean Lynn |  |  |  | Irlande · Titulaires · 15 Stacey Flood · 14 Anna McGann 60e · 13 Aoife Dalton · 12 Enya Breen · 11 Amee-Leigh Costigan · 10 Dannah O'Brien 36e à 45e 60e · 9 Molly Scuffil-McCabe 60e · 8 Aoife Wafer 30e 63e · 7 Edel McMahon 55e · 6 Brittany Hogan 64e · 5 Dorothy Wall 40+2e 44e · 4 Ruth Campbell · 3 Linda Djougang 20e 54e 60e · 2 Neve Jones 60e · 1 Siobhán McCarthy 60e · Remplaçants · 16 Cliodhna Moloney 60e · 17 Sadhbh McGrath 60e · 18 Christy Haney 60e · 19 Fiona Tuite 64e · 20 Claire Boles 55e · 21 Emily Lane 60e · 22 Eve Higgins 60e · 23 Vicky Elmes Kinlan 60e · Entraîneur · Scott Bemand |

### Cinquième journée

#### Écosse - Irlande
(mt 12 - 7)
Joueuse du match :  Rachel McLachlan
Points marqués :
Écosse :
- 4 essais de Skeldon (26e), Orr (40e+3), McLachlan (59e), McGhie (81e)
- 3 transformations de Nelson (40e+4, 60e, 82e)

Irlande :
- 3 essais de Costigan (11e), Djougang (50e), Lane (73e)
- 2 transformations d'O'Brien (11e, 74e)

Évolution du score : 0-7, 5-7, 12-7, mt, 12-12, 19-12, 19-19, 26-19
Arbitre :  Natarsha Ganley
| Écosse · Titulaires · Chloe Rollie 15 · 49e à 59e 59e Rhona Lloyd 14 · 40+3e Emma Orr 13 · Lisa Thomson 12 · 81e Francesca McGhie 11 · 70e à 80e Helen Nelson 10 · Leia Brebner-Holden 9 · Evie Gallagher 8 · 59e Rachel McLachlan 7 · Rachel Malcolm 6 · Sarah Bonar 5 · Jade Konkel 4 · 64e Elliann Clarke 3 · 26e 64e Lana Skeldon 2 · 46e Leah Bartlett 1 · Remplaçants · 64e Elis Martin 16 · 46e Anne Young 17 · 64e Molly Poolman 18 · Becky Boyd 19 · Gemma Bell 20 · Rhea Clarke 21 · Evie Wills 22 · 59e Lucia Scott 23 · Entraîneur · Bryan Easson |  |  |  | Irlande · Titulaires · 15 Aoife Corey · 14 Vicky Elmes Kinlan 47e · 13 Aoife Dalton · 12 Enya Breen 39e · 11 Amee-Leigh Costigan 11e · 10 Dannah O'Brien · 9 Molly Scuffil-McCabe 64e · 8 Brittany Hogan · 7 Edel McMahon 22e · 6 Dorothy Wall 18e · 5 Fiona Tuite · 4 Ruth Campbell · 3 Linda Djougang 50e 64e · 2 Neve Jones 64e · 1 Niamh O'Dowd 9e 18e 64e · Remplaçants · 16 Cliodhna Moloney 64e · 17 Sadhbh McGrath 9e 18e 64e · 18 Christy Haney 64e · 19 Jane Clohessy 22e · 20 Claire Boles 18e · 21 Emily Lane 64e 73e · 22 Eve Higgins 39e · 23 Stacey Flood 47e · Entraîneur · Scott Bemand |

#### Angleterre - France
(mt 31 - 21)
Joueuse du match :  Zoe Aldcroft
Points marqués :
Angleterre :
- 7 essais de Dow (4e, 58e), Sing (8e, 18e), Atkin-Davies (12e), MacDonald (23e) et Aldcroft (49e)
- 4 transformations de Harrison (9e, 19e, 24e, 50e)

France :
- 6 essais d'Arbez (6e), Bourdon-Sansus (29e), M.Ménager (38e), Arbey (51e), Bourgeois (70e), Grisez (79e)
- 6 transformations de Bourgeois (7e, 30e, 39e, 52e, 71e, 80e)

Évolution du score : 5-0, 5-7, 12-7, 17-7, 24-7, 31-7, 31-14, 31-21, mt, 38-21, 38-28, 43-28, 43-35, 43-42
Arbitre :  Maggie Cogger-Orr
| Angleterre · Titulaires · 8e 18e Emma Sing 15 · 4e 58e Abby Dow 14 · Megan Jones 13 · 63e Tatyana Heard 12 · 23e 48e Claudia MacDonald 11 · Zoe Harrison 10 · 51e Natasha Hunt 9 · Alex Matthews 8 · 68e Maddie Feaunati 7 · 49e Zoe Aldcroft 6 · Abbie Ward 5 · 63e Morwenna Talling 4 · 51e Maud Muir 3 · 12e 51e Lark Atkin-Davies 2 · 51e Hannah Botterman 1 · Remplaçants · 51e Amy Cokayne 16 · 51e Kelsey Clifford 17 · 51e Sarah Bern 18 · 63e Rosie Galligan 19 · 68e Abigail Burton 20 · 51e Lucy Packer 21 · 63e Holly Aitchison 22 · 48e Helena Rowland 23 · Entraîneur · John Mitchell |  |  |  | France · Titulaires · 15 Morgane Bourgeois 70e · 14 Joanna Grisez 79e · 13 Marine Ménager 38e · 12 Gabrielle Vernier 7e 20e · 11 Kelly Arbey 51e · 10 Carla Arbez 6e 56e · 9 Pauline Bourdon-Sansus 29e 63e · 8 Teani Feleu · 7 Léa Champon · 6 Charlotte Escudero 28e 34e 61e · 5 Madoussou Fall-Raclot 71e · 4 Manae Feleu 71e · 3 Assia Khalfaoui 20e à 30e 51e · 2 Manon Bigot 51e · 1 Yllana Brosseau 51e · Remplaçants · 16 Élisa Riffonneau 51e · 17 Ambre Mwayembe 51e · 18 Rose Bernadou 28e 34e 51e · 19 Kiara Zago 71e · 20 Axelle Berthoumieu 7e 20e 61e · 21 Taïna Maka 71e · 22 Alexandra Chambon 63e · 23 Lina Queyroi 56e · Entraîneur · Gaëlle Mignot, David Ortiz |

#### Italie - Pays de Galles
(mt 10 - 12)
Joueuse du match : Giordana Duca
Points marqués :
Italie :
- 6 essais de Stefan (18e), Granzotto (54e, 78e), Turani (58e), Ostuni Minuzzi (64e), Muzzo (81e)
- 4 transformations de Sillari (19e, 54e, 59e, 82e)
- 2 pénalités de Sillari (24e, 51e)

Pays de Galles :
- 2 essais de Williams (11e), Pyrs (40e+3)
- 1 transformation de Bevan (40e+4)

Évolution du score : 0-5, 7-5, 10-5, 10-12, mt, 13-12, 20-12, 27-12, 32-12, 37-12, 44-12
Arbitre :  Sara Cox
| Italie · Titulaires · 64e Vittoria Ostuni Minuzzi 15 · 81e Aura Muzzo 14 · Michela Sillari 13 · 59e Sara Mannini 12 · 40e Alyssa D'Incà 11 · Veronica Madia 10 · 18e 67e Sofia Stefan 9 · Elisa Giordano 8 · 79e Francesca Sgorbini 7 · 65e Beatrice Veronese 6 · Giordana Duca 5 · Sara Tounesi 4 · 70e Sara Seye 3 · 75e Vittoria Vecchini 2 · 58e 75e Silvia Turani 1 · Remplaçants · 75e Desiree Spinelli 16 · 75e Emanuela Stecca 17 · 70e Gaia Maris 18 · 79e Isabella Locatelli 19 · 65e Alissa Ranuccini 20 · 67e Alia Bitonci 21 · 59e Beatrice Rigoni 22 · 40e 54e 78e Francesca Granzotto 23 · Entraîneur · Fabio Roselli |  |  |  | Pays de Galles · Titulaires · 15 Jasmine Joyce-Butchers 70e · 14 Lisa Neumann · 13 Hannah Jones · 12 Courtney Keight 52e · 11 Carys Cox · 10 Lleucu George · 9 Keira Bevan 70e · 8 Georgia Evans 58e · 7 Bethan Lewis · 6 Kate Williams 11e · 5 Gwen Crabb 49e · 4 Abbie Fleming · 3 Donna Rose 63e · 2 Kelsey Jones 52e · 1 Gwenllian Pyrs 40+3e 70e · Remplaçants · 16 Carys Phillips 52e · 17 Maisie Davies 70e · 18 Jenni Scoble 63e · 19 Natalia John 58e 76e à 82e · 20 Alex Callender 49e · 21 Sian Jones 70e · 22 Hannah Bluck 52e · 23 Catherine Richards 70e · Entraîneur · Sean Lynn |

## Diffusion TV
- France : France Télévisions dispose des droits en 2025.